# 奇瓦瓦市

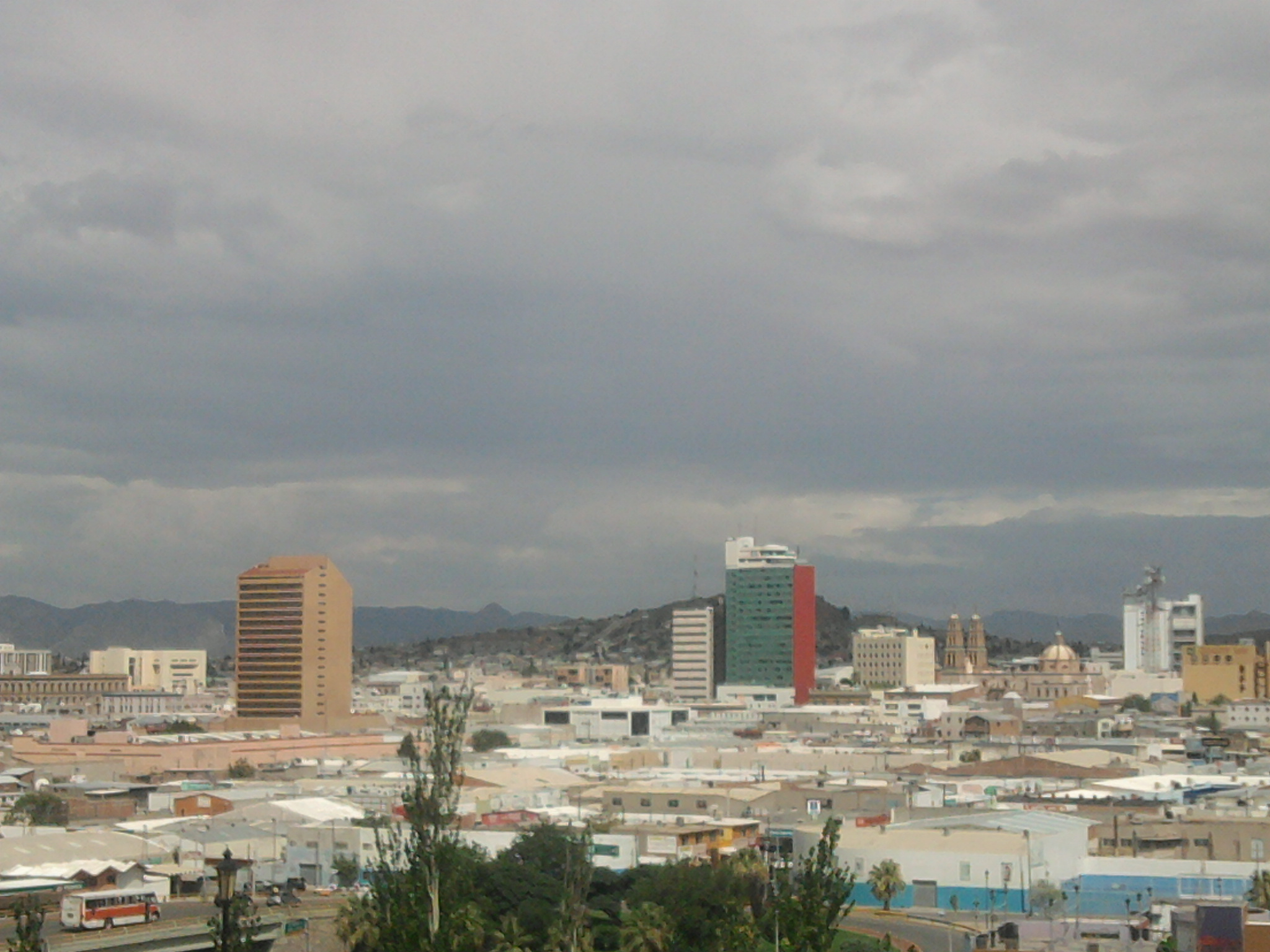
奇瓦瓦市。

奇瓦瓦市（英語：Chihuahua City），墨西哥奇瓦瓦州城市，为该州首府所在地。总人口825,327(2007)。市区平均海拔1,415 m (4,642 ft)。经济以矿业、轻工业等为主。

## 历史
1709年，正式设城。1846-1848年，墨美战争中，曾两度被美国占领。